# 永遠の片想い
『永遠の片想い』（えいえんのかたおもい、原題：연애소설）は、2002年公開の韓国映画。

## あらすじ
イ・ジファンはある夏の日、キム・ギョンヒとシム・スインと出会う。ジファンはスインに一目惚れをするが、振られてしまう。しかし友人として楽しい日々を過ごす3人が冬を迎えたころ、ギョンヒとスインは突然姿を消してしまう。

## キャスト
- イ・ジファン（チャ・テヒョン）
- キム・ギョンヒ（イ・ウンジュ）
- シム・スイン（ソン・イェジン）
- イ・ジユン（ムン・グニョン）：イ・ジファンの妹

### 吹き替え
- ジファン：関智一
- スイン：弓場沙織
- ギョンヒ：甲斐田裕子
- ジユン：須藤祐実
- その他の声の吹き替え：佐藤晴男、浅井晴美、加藤木賢志、魚建、ヤスヒロ、重松朋、宮里駿、小林良也、木村優梨香、鈴木里彩、海鋒拓也

## スタッフ
- 監督・脚本：イ・ハン
- 製作総指揮：キム・ドンユ
- 製作：ハン・ソング
- 共同制作：チョン・ヨンチャン
- 撮影：チン・ヨンファン
- 音楽：キム・サンホン
- 配給：タキコーポレーション、リベロ